# Pidgeot
Pidgeot (japanski: ピジョット Pijotto) jedan je od 1025 fiktivnih vrsta Pokémona iz medijske franšize Pokémon, skupa Pokémon videoigara, animiranih serija, manga stripova, knjiga, igraćih karata i drugih medija kojima je tvorac Satoshi Tajiri. Svrha je Pidgeota u videoigrama, animiranoj seriji i manga stripovima, kao i svrha ostalih Pokémona, borba s divljim Pokémonima – neukroćenim stvorenjima koje igrači i likovi pronalaze dok kreću na razne avanture – i pripitomljenim Pokémonima drugih Pokémon trenera.

## Etimologijaimena
Ime Pidgeot preinaka je imena Pidgeotto, Pokémona iz kojeg se Pidgeot razvija, a temelji se na engleskoj riječi "pigeon" = golub te je istovremeno polovičan homonim engleske riječi "pigeon hawk" = mali sokol. 
Njegovo ime u engleskoj beta verziji Pokémon Red i Blue igara glasilo je Pidgeott.

## Pokédex podaci
- Pokémon Red/Blue: Leti tik uz površinu vode visokom brzinom, hvatajući neoprezan plijen poput Magikarpa.
- Pokémon Yellow: Ovaj Pokémon leti Mach 2 brzinom u potrazi za plijenom. Njegove velike kandže smatrane su opakim oružjem.
- Pokémon Gold: Njegovi dobro razvijeni prsni mišići čine ga dovoljno snažnim da s nekoliko zamaha krila stvori snažnu oluju.
- Pokémon Silver: Širi svoja prekrasna krila kako bi preplašio protivnike. Sposoban je letjeti Mach 2 brzinom.
- Pokémon Crystal: Njegov nevjerojatan vid omogućuje mu da ugleda Magikarpa dok leti na visini od 1020 metara.
- Pokémon Ruby/Sapphire: Ovaj Pokémon ima prekrasnu krestu sačinjenu od blistavog perja. Mnogi su treneri očarani ljepotom ovog perja i često radi toga dodaju Pidgeota svome timu.
- Pokémon Emerald: Ovaj Pokémon ima prekrasna, sjajna pera. Mnogi su treneri toliko opčinjeni njihovom ljepotom da ga radi toga uvrštavaju u svoj tim.
- Pokémon FireRed: Širi svoja prekrasna krila kako bi preplašio neprijatelje. Leti nebom Mach 2 brzinom.
- Pokémon LeafGreen: Dok lovi, leti tik uz površinu vode visokom brzinom, hvatajući neoprezan plijen poput Magikarpa.
- Pokémon Diamond/Pearl/Platinum: Zamahujući svojim krilima punom snagom, Pidgeot može stvoriti nalete vjetra koji su sposobni saviti i najviše drveće.

## U videoigrama
Pidgeota nije moguće uhvatit u divljini, no moguće ga je razviti iz Pidgeotta, koji se zauzvrat razvija iz Pidgeyja. Pidgey je veoma čest primjer u Pokémon videoigrama, pa je radi toga igraču relativno lako doći do Pidgeota.
Pidgeotove su statistike većinom prosječne, i često ga se može usporediti s ostalim potpuno razvijenim Pokémon pticama (Fearow, Noctowl, Swellow, Pelipper i Staraptor) čiji se prvotni oblici relativno lako pronalaze u Pokémon videoigrama. 

## Tehnike
| Prirodne tehnike                | Prirodne tehnike | Prirodne tehnike |
| ------------------------------- | ---------------- | ---------------- |
| Tehnika                         | Vrsta tehnike    | Razina           |
| Obaranje (Tackle)               | Normalni         |                  |
| Napad pijeskom (Sand-attack)    | Zemljani         |                  |
| Zamah (Gust)                    | Leteći           |                  |
| Brzi napad (Quick Attack)       | Normalni         |                  |
| Vihor (Whirlwind)               | Leteći           |                  |
| Tornado (Twister)               | Zmaj             |                  |
| Pernati ples (Featherdance)     | Leteći           |                  |
| Okretnost (Agility)             | Psihički         |                  |
| Napad krilima (Wing Attack)     | Leteći           | 38               |
| Lijeganje (Roost)               | Leteći           | 44               |
| Prijateljski vjetar (Tailwind)  | Leteći           | 50               |
| Zrcalno kretanje (Mirror Move)  | Leteći           | 56               |
| Zračno razrezivanje (Air Slash) | Leteći           | 62               |

## Statistike
| HP:      | 83 |  |
| Attack:  | 80 |  |
| Defense: | 75 |  |
| Special: | 70 |  |
| SpAtk:   | 70 |  |
| SpDef:   | 70 |  |
| Speed:   | 91 |  |

Statistika Special korištena je samo tijekom prve generacije; kasnije je podijeljenja na Special Attack i Special Defense statistike.

## U animiranoj seriji
Na njegovom putu prema Orange otocima, Ash je naišao na Fearowa koji je zapamtio staru zamjerku prema Ashu. Također, Fearow je napadao obližnje jato Pidgeyja i Pidgeotta sa svojim jatom Spearowa. Ashov je Pidgeotto naposljetku evoluirao u Pidgeota kako bi se uspješno borio s Fearowom, te ga je Ash odlučio ostaviti s jatom Pidgeyja i Pidgeotta kako bi ih ovaj čuvao, obećavši mu kako će se vratiti natrag po njega, iako to, ni nakon devet sezona animirane serije nije učinio.
Trenerica u filmu Pokémon: The First Movie posjeduje Pidgeota kojeg otima Mewtwo, a zatim klonira i pridružuje ga svom timu kloniranih Pokémona.
Falkner, Vođa dvorane grada Violeta posjeduje Pidgeota kojeg koristi u borbi protiv Asha i njegova Charizarda.
U Hoenn regiji, policajka Jenny s Pidgeotom pomaže Ashu da pronađe Pikachua.
U filmu Lucario and the Mystery of Mew, Sir Aaron posjeduje prekomjerno velikog Pidgeota.